# György Lázár
György Lázár (15 de septiembre de 1924 - 2 de octubre de 2014) fue un político comunista húngaro que se desempeñó como presidente del Consejo de Ministros de la República Popular de Hungría de 1975 a 1987. Se retiró de la política en 1988.

## Primeros años
Lázár nació en una familia de clase obrera en Isaszeg el 15 de septiembre de 1924. Su padre era carpintero. La calificación original de Lázár era ingeniero. Trabajó como dibujante técnico de 1942 a 1944. Durante el régimen de la Cruz Flechada, fue reclutado por la fuerza en la organización paramilitar Levente en 1944. Fue hecho prisionero de guerra en enero de 1945. Después de eso, se unió a las unidades de combate húngaras apoyadas por el Ejército Rojo, que luchó contra el Ejército Real Húngaro respaldado por los nazis en la parte occidental del país.

## Carrera política
Se unió al Partido Comunista Húngaro (MKP) en 1945 y también fue miembro de sus partidos sucesores: Partido de los Trabajadores Húngaros (MDP) desde 1948 y Partido Socialista Obrero Húngaro (MSZMP) desde 1956. Desde 1948 trabajó para la Junta Nacional de Planificación (OT), se convirtió en Jefe Adjunto de Departamento y Jefe de Departamento después de 1953. Se desempeñó como Vicepresidente de OT entre 1958 y 1970. Fue nombrado miembro del Comité Central del Partido Socialista Obrero Húngaro en 1970 y se desempeñó como ministro de Trabajo de 1970 a 1973. Se convirtió en vice primer ministro y presidente de la Junta Nacional de Planificación en 1973 y también se desempeñó como jefe del Comité Estatal de Planificación. Lázár se desempeñó como representante permanente de Hungría ante el Consejo de Asistencia Económica Mutua entre 1973 y 1975.
Después del XI Congreso del Partido en marzo de 1975 fue elegido miembro del Comité Político. Tras la caída y dimisión de Jenő Fock, fue nombrado primer ministro de Hungría (oficialmente presidente del Consejo de Ministros de la República Popular de Hungría). También se convirtió en miembro de la Asamblea Nacional de Hungría debido a las elecciones de junio. Es el tercer jefe de Gobierno con más años de servicio en la historia de Hungría después de Viktor Orbán y Kálmán Tisza. Su mandato duró 12 años y 41 días desde el 15 de mayo de 1975 hasta el 25 de junio de 1987. Fue llamado el "compañero más leal" del secretario general del MSZMP János Kádár.
György Lázár firmó un tratado en Budapest el 16 de septiembre de 1977, que inició el controvertido gran proyecto de presas de Gabčíkovo-Nagymaros. Durante su mandato, junto con sus adjuntos Antal Apró y György Aczél, fue miembro de la delegación que se hizo cargo de la Corona de san Esteban devuelta por el Secretario de Estado de los Estados Unidos, Cyrus Vance, en el edificio del Parlamento húngaro. En el verano de 1987, cuando se realizaron los principales cambios de personal en las oficinas estatales y del partido más importantes (aunque la mayoría de los altos funcionarios solo obtuvieron otro puesto, los mismos cuadros permanecieron), Lázár fue nombrado secretario general adjunto del MSZMP (es decir, diputado por Kádár). Károly Grósz lo sucedió en el cargo de primer ministro. El anterior secretario general Adjunto, Károly Németh, fue elegido presidente del Consejo Presidencial húngaro tras el retiro de Pál Losonczi.

## Retiro y vida posterior
En mayo de 1988 en la conferencia nacional del partido, cuando se reemplazó a Kádár, Lázár fue uno de los pocos líderes antiguos que no fueron elegidos para el nuevo Comité Central. Perdió todas las funciones de su partido. Lázár se jubiló en 1988. Desde entonces, ha vivido alejado de la vista pública. En 2011 se destacó el tema de las altas pensiones estatales de los exlíderes comunistas y altos funcionarios. Su nombre aparecía en la lista de Heti Válasz, así como los nombres de Béla Biszku o István Kovács.
Murió el 2 de octubre de 2014 a la edad de 90 años en Budapest. Fue enterrado sin publicidad, informó su familia a Népszabadság sobre la muerte de Lázár el 30 de octubre de 2014.